# Maz Jobrani

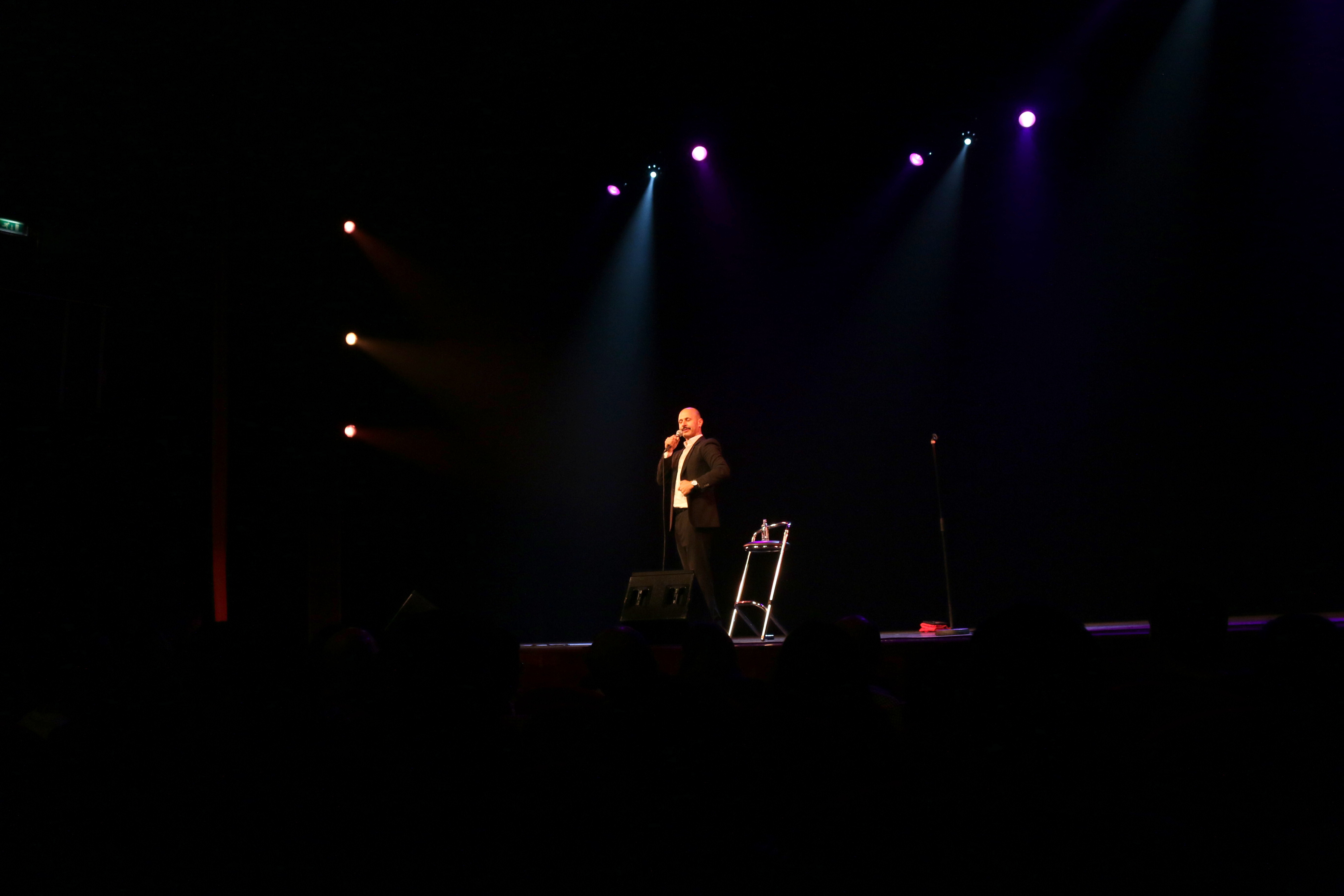
Maz Jobrani i Amsterdam, 2014.

Maziar "Maz" Jobrani (Persiska: ماز (مازیار) جبرانی , född 26 februari, 1972 i Teheran, Iran) är en iransk-amerikansk komiker som är en del av "Axis of Evil". Gruppen var med i ett specialavsnitt av Comedy Central.
Jobrani har också varit med i flera filmer, tv-serier, på radio och på comedy clubs. Hans filmografi inkluderar roller i "Tolken" (The Interpreter), Friday After Next och Dragonfly.
Maz Jobrani är även känd som den Persiska Rosa Pantern (Persian Pink Panther).